# Harpagidia
Harpagidia é um gênero de traça pertencente à família Agonoxenidae.